# Minimetrò
O Metrô de Perugia ou Minimetrò é o sistema de transporte hectométrico utilizado na cidade italiana de Perugia. Sua planta apresenta uma única linha, num percurso de 4 quilômetros que liga a periferia, no oeste da cidade com a sua cidade velha, atravessando a Estação Ferroviária Fontivegge.

## História
Embora a questão que ficou no projeto da cidade desde o início da década de 1990, a história do Minimetrò de Perugia abriu apenas em Abril de 1998, quando a cidade de Perugia, fez parte de um programa de mobilidade alternativa, e então se decide estabelecer a Minimetrò SpA, uma empresa com a missão de conceber, implementar e gerir ua área metropolitana que permitem ligar a zona de Pian di Massiano (a cidade) com a de Monteluce (centro).

### Implementação
Após várias mudanças e segundo pensamentos em 2001, veio a final escarpado pelo Ministério dos Transportes e da cidade no que diz respeito à segurança, obras civis e equipamentos, que permite que você comece com a desapropriação das áreas abrangidas pelos estaleiros de trabalho. Em outubro de 2002, a Minimetrò S.p.A. aprovada a versão final do projeto de Minimetrò, mas continuam a sofrer algumas alterações para uma melhor adaptação ao contexto urbano que a rodeia. Em 2003 ocorreu o início da construção do metrô de superficie, que foi concluído 5 anos depois, em janeiro de 2008. Todo o projeto teve um custo final de 98 milhões de euros, excluindo o IVA, o custo diário de operação e manutenção corresponde a cerca de 25.000 €.

### Inauguração
Em 29 de janeiro de 2008, no dia de São Constâncio (um dos três padroeiros de Perugia), foi a inauguração do primeiro do seu género em Itália. Na presença das maiores autoridades municipal, regional e nacional, o arquiteto Jean Nouvel, autor do projeto, e os prefeitos das cidades geminadas com Perugia, uma multidão de mais de 30.000 pessoas foram capazes, pela primeira vez de ver este inovador embarque de meio transporte.
Durante a primeira semana do ano (fevereiro 2008), as medições revelaram que cerca de 10.000 pessoas por dia foram realizadas através da escadas rolantes da Estação Pincetto da Minimetrò.

## Futuro desenvolvimento da linha
Nos próximos anos, a rede será expandida por ligar para Pincetto ao quarteirão de Monteluce e há Estação FCU di Sant'Anna (será totalmente subterrânea).
É também estudar uma nova seção que vai ligar a estação Pian di Massiano ao hospital Silvestrini.